# Động đất Biển Hyūga 1968
Động đất Biển Hyūga Nada 1968 (1968年日向灘地震) là trận động đất xảy ra vào lúc 9:42 (JST, ngày 1 tháng 4 năm 1968. Trận động đất có cường độ 7.5 richter, tâm chấn độ sâu khoảng 30 km. Hậu quả trận động đất đã làm 1 người chết, 22 người bị thương.